# Walter Bagehot
Walter Bagehot [voltr bejdžet] (3. února 1826 Langport, Somerset - 24. března 1877 Londýn) byl anglický bankéř, novinář a politolog, dlouholetý šéfredaktor týdeníku The Economist.

## Život

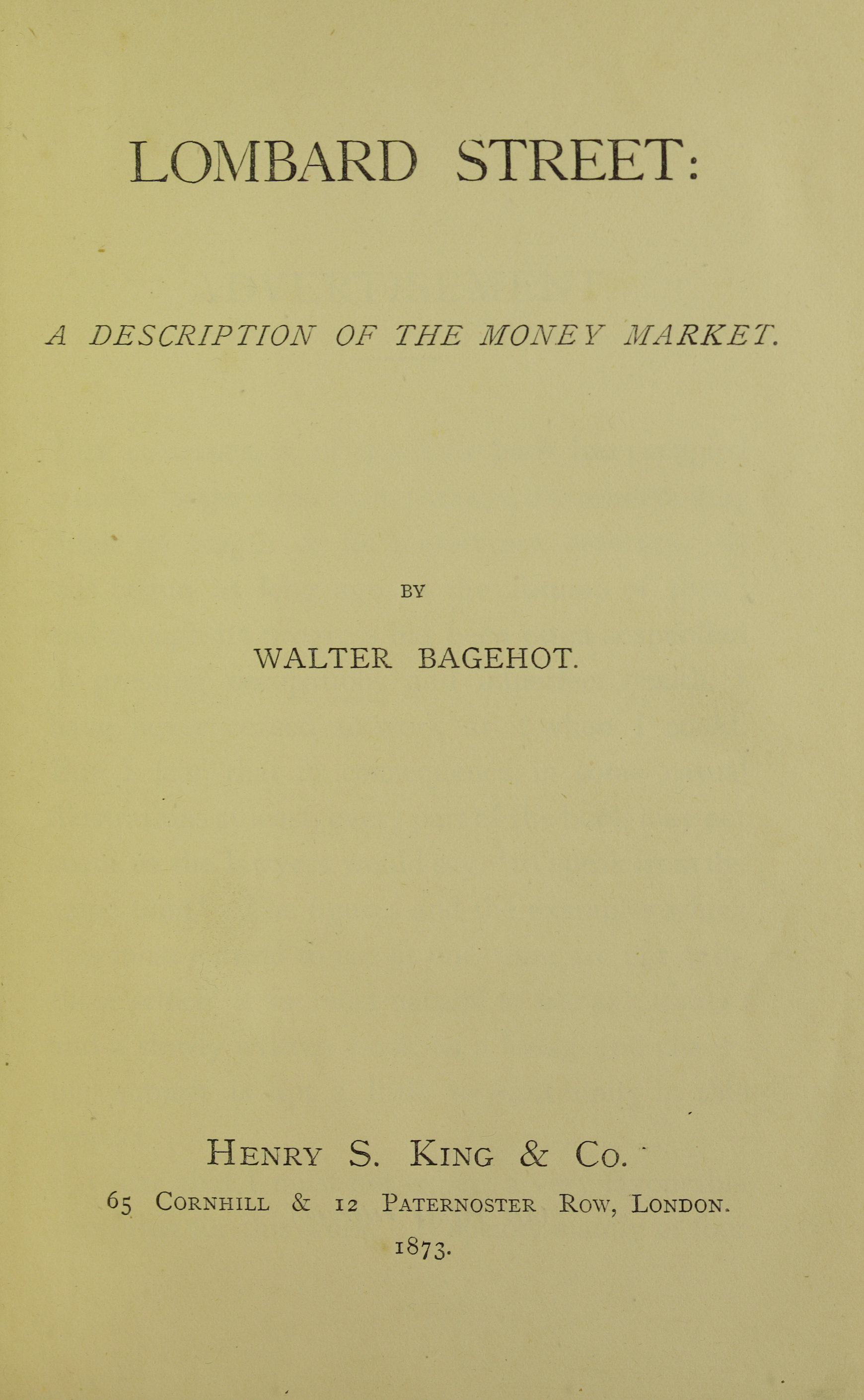
Lombard Street, 1873

Narodil se v rodině bankéře, studoval matematiku a filosofii na University College London, kde získal roku 1848 titul magistra. Uvažoval o dráze advokáta, ale roku 1852 začal pracovat v bance se svým otcem a psal do různých časopisů. Od roku 1861 až do své smrti byl šéfredaktorem týdeníku The Economist, který založil jeho tchán James Wilson. Bagehot rozšířil tematický záběr časopisu a přičinil se o jeho vysokou prestiž.
Roku 1867 vydal knihu o anglické ústavě (The English Constitution), která dodnes patří mezi klasická díla politologie a byla přeložena do několika jazyků. Vyložil zde vztahy mezi britským parlamentem, vládou a panovníkem a porovnal je se strukturou vládní moci v USA. 1872 vydal „Fyzika a politika“ (Physics and politics), kde se zabýval společenskými institucemi. Kniha Lombard street z roku 1873 je velmi srozumitelný výklad fungování bank a finančních trhů a chvála jejich předností.

## Charakteristika
Bagehot byl konzervativní liberál, zastánce sociálního darwinismu a jako novinář psal o nejrůznějších tématech včetně literatury, historie, politiky a ekonomické teorie. Domácí rubrika časopisu The Economist se dodnes jmenuje „Bagehot“.
| „            | Říká se, že lidé se nechávají ovládat svými představami, bylo by ale přesnější říci, že jsou ovládáni chudobou své představivosti. | “ |
| — W. Bagehot | |   |